# رأسمالية عرقية

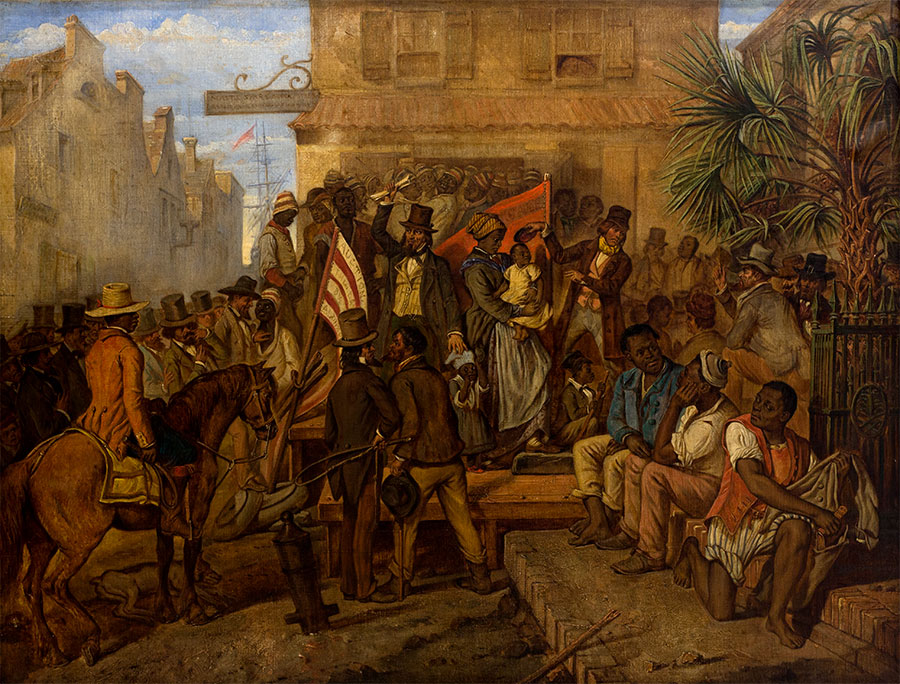
مزاد العبيد

الرأسمالية العرقية مفهوم صاغه سيدريك جيه. روبنسون في كتابه «الماركسية السوداء: تكوين حراك ثوري للشعوب السوداء» الذي نشره سنة 1983. يصف المصطلح عملية استخلاص القيمة الاجتماعية والاقتصادية من شخص ذي هوية عرقية مختلفة، عادة ما يكون شخصًا ملونًا؛ إلا أنه يمكن لأي فرد من أي عرق الانخراط في الرأسمالية العرقية، كما يمكن أن تنخرط مؤسسة يهيمن عليها عرق معين. وضع روبنسون، على النقيض من أسلافه وخلفائه، نظرية مفادها أن كل الرأسمالية كانت في الأصل رأسمالية عرقية، وأن العنصرية حاضرة في كل أوجه التقسيمات الطبقية الاجتماعية الاقتصادية للرأسمالية. إذ يقول إن رأس المال «لا يمكن أن يتراكم إلا من خلال إنتاج علاقات تتسم بعدم المساواة الشديدة بين المجموعات البشرية والسير فيها». بالتالي، لكي تتمكن الرأسمالية من البقاء، يتعين عليها استغلال «التمايز غير المتكافئ للقيمة البشرية».
قبل ابتكار روبنسون هذا المفهوم، أظهر باحثون سابقون أمثال وليام إدوارد دو بويز، وسيريل جيمس، وإيريك وليامز أن الرأسمالية الصناعية بنيت على أساس من الاستعمار والاستعباد. إلى جانب ذلك، أسس راديكاليون سود في علم الاجتماع الأميركي مثل دو بوا، وسانت كلير دريك، وهوراس كايتون، وأوليفر كرومويل كوكس مؤسسة للبحوث الأكاديمية حول التقاطع الحاصل بين العنصرية والرأسمالية.
في المؤلفات الأكاديمية الحديثة، نوقشت الرأسمالية العرقية في سياق أوجه عدم المساواة الاجتماعية، التي تتراوح بين قضايا العدالة البيئية، إلى أوجه التفاوت في معدلات إصابة فيروس كوفيد-19.

## التاريخ
ابتداء من أوائل العصر الحديث، ووصولًا إلى نقطة التجدد في عهد الإمبريالية الجديدة، «شكلت العنصرية سلاحًا لا غنى عنه في مستودع نُخب الدولة، يستخدم لاحتواء الصراعات الطبقية التي يخوضها أفراد من الفئات السكانية المرؤوسة بغية جعل النظام آمنا لتراكم رأس المال».
كان الاستعمار الأوروبي مدفوعًا بالانهيار التدريجي للنظام الإقطاعي، ذلك الانحدار الذي زادت من عجلته أحداث مثل الموت الأسود والمجاعات والحروب في القرن الرابع عشر. خلق ذلك التراجع أزمة تراكمات رأس المال، مما أدى إلى صراعات طبقية تقوض النظام الإقطاعي، فتطلعت العديد من الفئات النخبوية تدريجيًا إلى الاستعمار كوسيلة للحفاظ على ثرواتهم وقوتهم. تجسد الرابط بين العرق والرأسمالية لأول مرة في العصر الحديث مع ظهور تجارة الرقيق عبر المحيط الأطلسي في أواخر القرن السابع عشر. رغم أن الرق كان قائمًا لآلاف السنين قبل الاستعمار الأوروبي للأمريكتين وما تلاه من تجارة الرقيق عبر المحيط الأطلسي (مثلًا، انتشر الرق على نطاق واسع في اليونان وروما القديمتين)، إلا أن العنصرية والتلاقي بينها وبين رأس المال، كما يفهم اليوم، برز بالتزامن مع الاستعمار الأوروبي والرق في القرن السابع عشر. إن الرحلات عبر الأطلسي التي قام بها المستكشفون في شمال أوروبا إلى العالم الجديد، على النقيض من فتوحات المستعمرين الإسبان، والتي أسفرت عن حمولات كبيرة من الذهب والفضة وغيرها من المعادن الثمينة، كانت مدعومة في الأساس من خلال المزارع الزراعية.
في عام 1619، أحضرت مجموعة من الأفارقة المستعبدين إلى فرجينيا، بالتزامن مع إرساء زراعة التبغ عنصرًا رئيسيًا في اقتصاد فيرجينيا الاستعماري. إلا أن زراعة المحاصيل النقدية في مستعمرات أوروبية كان يتولاها في بادئ الأمر خدم بيض مأجورون، ولم تحل العبودية تدريجيًا في المستعمرات الأوروبية في أمريكا إلا في النصف الثاني من القرن السابع عشر. كان الخدم من أصحاب العقود في الأمريكتين، ومعظمهم من الأوروبيين المدينين أو المسجونين، يعملون تحت إشراف صاحب مزرعة لفترة محددة من الوقت، عادة لمدة أربع إلى سبع سنوات، قبل نيلهم حريتهم. مع نمو أعداد المزارع وارتفاع أعباء العمل وانتهاء عقود عمل الخدم، بحث المستعمرون الأميركيون من ذوي البشرة البيضاء عن وسائل أكثر استدامة للعمالة الاقتصادية غير المقيدة لتلبية الطلب المتزايد وحصص الربح المتزايدة.
في عام 1661، وقع المجلس التشريعي الاستعماري تشريع الرق في بربادوس ليصبح قانونًا، ما شكل أساسًا لقوانين الرق الأخرى في جميع أنحاء الأمريكتين. على الورق، حمت التشريعات كلا من الرقيق والمستعبد من القسوة الشنيعة، ولكن في واقع الأمر لم يحصل سوى الأخير على الحماية القانونية. تزوّد المستعبدون بأساليب مختلفة لإبقاء المستعبدين خاضعين للمعاملة، وبموجب القانون، أتيح لهم التدخل القانوني إذا ما قام العبيد بالانتقام أو قيادة بتمرد جماعي، في حين حرم العبيد من اللجوء إلى القضاء في حالة وقوع أحدهم ضحية للقسوة أو سوء المعاملة. خلال تلك الفترة، تواجد الناس الأحرار في مستعمرات أوروبية عديدة، حتى أن بعضهم تمتع بحرية تكفلها الدولة. في أحد الروايات، وصف خليج تشيسابيك بكونه ذا طابع متعدد الأعراق في أوائل ومنتصف القرن السادس عشر.
في أعقاب تمرد بيكون في عام 1676، والذي ضم تحالفًا متعدد الأعراق من العبيد الأوروبيين المستعبدين والعبيد الأفارقة إلى قواه في ثورة باءت بالفشل ضد حاكم فيرجينيا السير ويليام بيركلي، برز التقسيم الطبقي العرقي لمنع نشوء تحالفات مختلطة في المستقبل ضمن المستعمرة. من خلال منح الأفضلية للخدم الأوروبيين والتعهد بكون جميع الأفارقة الذين جلبوا إلى فرجينيا يعتبرون رقيقًا، أنشأت السلطات الاستعمارية نظامًا يفصل الأعراق المختلفة ضمن الطبقة العمالية، مستخدمين لون البشرة أداة للفصل. بحلول ثمانينيات القرن السابع عشر، ظهرت فئتا «الأبيض» و«الأسود»، لتحل محل الفروق السابقة القومية والدينية.
إضافة إلى ما سبق، طور الرق في العالم الأطلسي المفهوم العنصري للممتلكات بطرق عدة، لا سيما في الولايات المتحدة. تمثلت إحدى الطرق في تصنيف الأفراد كممتلكات. إذ إن ملكية الممتلكات اعتمد على العرق، ولا يحتفظ إلا الرجال البيض بالحق في ملكية الممتلكات، الممتلكات التي شملت الرجال البيض وغير البيض على حد سواء. بالتالي، فإن كون المرء أبيض البشرة، بالنسبة لمجموعة فرعية من الأفراد البيض أصحاب الممتلكات، مكنهم من التملك إلى جانب العزل من تهديد أن يصبح الواحد منهم مملوكًا. تحت نير عبودية الرق، ورهنًا بممارساتها الوحشية، جرد العبيد من إنسانيتهم (الرجال والنساء من ذوي البشرة الملونة) ليتحول وضعهم إلى ما دون الإنسانية.
أثناء العصر الفيكتوري، حدثت موجات من الهجرة إلى أوروبا الغربية وأمريكا وأميركا الشمالية، من جماعات فرت عادة من الاضطهاد أو المجاعة في الداخل (مثل الكاثوليك الأيرلنديين الفارين من المجاعة الكبرى (مجاعة البطاطس الأيرلندية) والمهاجرين اليهود الفارين من المذابح الروسية). وبمجرد وصولهم، غالبًا ما اعتبر هؤلاء المهاجرون «أجانب مختلفين» وأجبروا على العمل في ظروف بائسة كجزء من الطبقة العاملة الحضرية الآخذة في التوسع. غير أنه من خلال عملية الاستيعاب الثقافي، اعتبر المجتمع الأوسع هذه الفئات المهاجرة في نهاية المطاف «بيضًا» مما منحهم القدرة على التنقل الاجتماعي ضمن النظام الرأسمالي، وهو ما حرمت منه المجموعات المهمشة الأخرى.

## الرأسمالية العرقية الحديثة
وضع الباحثون الأكاديميون الرأسمالية العرقية في صلب العديد من القضايا التي تنطوي على عدم المساواة العرقية، بما في ذلك قضايا العدالة البيئية، والآثار المتباينة التي خلفها كوفيد-19، فضلًا عن الفصل العنصري في جنوب أفريقيا والصراع العربي الإسرائيلي. وسع العمل المضطلع به مؤخرًا نطاق تحليل الرأسمالية العرقية ليشمل المعطيات ورأس المال الناتج عن استخدام التطبيقات والمنصات الرقمية.